# المادة السوداء
المادة السوداء هي بنية من الدماغ المتوسط مسؤولة عن المكافأة والحركة بشكل أساسي. يعكس الاسم «المادة السوداء» حقيقة أن بعض أجزائها تكون أغمق من الأجزاء المجاورة نتيجة وجود نسب مرتفعة من النيوروميلانين في الخلايا العصبية دوبامينينة الفِعل. تم اكتشافها في عام 1784 بواسطة Félix Vicq-d'Azyr,  وقد ألمح إليها
صموئل توماس فون في عام 1791. يتميز داء باركنسون بموت الخلايا العصبية الدوبامينية في الجزء المكتنز من المادة السوداء.
على الرغم من ظهور المادة السوداء كطبقة واحدة متصلة في مقاطع الدماغ، فقد وجدت الدراسات التشريجية أنها تتكون في الحقيقة من جزئين يختلفان كلياًَ في الوظيفة والاتصالات، الجزء المكتنز (باللاتينية: pars compacta) والجزء الشبكي (باللاتينية: pars reticulata). وقد تم تقديم هذا التصنيف لأول مرة بواسطة سانو عام 1910.
يعمل الجزء المكتنز في الأساس كمدخل للدارات العصبية المرتبطة العقد القاعدية، مُمِداَ الجسم المخطط بالدوبامين. أما الجزء الشبكي فيعمل كمخرج، حيث ينقل الإشارات من العقد القاعدية لأماكن عديدة في الدماغ.

## التشريح
المادة السوداء بجانب أربعة أنوية أخرى يشكلوا معاً العقد القاعدية. وهي أكبر نواة في الدماغ المتوسط تقع في ظهر سويقات المخيخ. يمتلك البشر مادتين سوداوين واحدة على كل جانب من خط المنتصف.
تنقسم المادة السوداء إلى جزئين، الجزء المكتنز والجزء الشبكي الذي يقع انسي للجزء المكتنز في بعض الأحيان يتم ذكر منطقة ثالثة، الجزء الوحشي، على الرغم من أنها تصنف عادة بأنها جزء من الجزء الشبكي. تفصل المحفظة الغائرة بين الكرة الشاحبة الداخلية والجزء الشبكي.

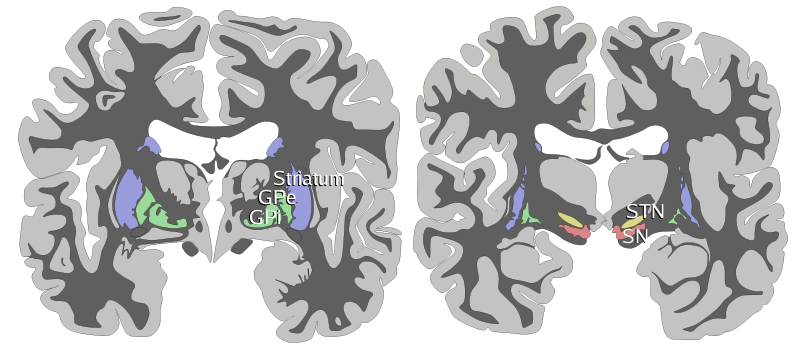
شريحة تاجية في الدماغ البشري تبين العقد القاعدية، الكرة الشاحبة

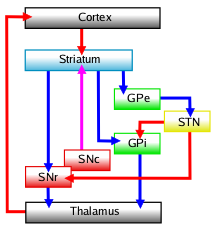
رسم توضيحي يبين المكونات الأساساية للعقد القاعدية والارتباطات بينهم.

نظرة تشريحية عامة على الدوائر الرئيسية في العقد القاعدية، تظهو المادة السوداء باللون الأسود. يظهر في الصورة شريحتين تاجيتين تم دمجهما لتشمل هياكل العقد القاعدية المعنية. وعلامات + و - عند مقدمة الأسهم تشير على التوالي ما إذا كان المسار إستثاري أو مثبط في الفاعلية.

### الجزء الشبكي
يحمل الجزء الشبكي تشابهاً قوياً في كل من التركيب والوظيفة للجزء الداخلي من الكرة الشاحبة. حتى أنهما في بعض الأحيان يعتبران أجزاء لنفس الهيكل يفصلهما المادة البيضاء للمحفظة الغائرة. العصبونات في الجزء الشبكي في الأساس مفرزة للجابا مثل تلك الموجودة في الكرة الشاحبة.

#### التوصيلات الواردة
المدخل الرئيسي للجزء الشبكي يأتي من الجسم المخطط. يأتي بواسطة طريقين، المسارين المباشر وغير المباشر. المسار المباشر يتكون من محاور الخلايا الوسيطة الشائكة (medium spiny cells) الموجودة في الجسم المخطط والتي تبرز مباشرة إلى الجسم المخطط.
المسار غير المباشر يتألف من 3 وصلات: بروز من الخلايا الوسيطة الشائكة المخططية للجزء الخارجي من الكرة الشاحبة، بروز مفرز للجابا من الكرة الشاحبة لنواة تحت المهاد، وبروز مفرز للغلوتامين من نواة تحت المهاد للجزء الشبكي. وبالتالي فإن تنشيط الجسم المخطط بواسطة المسار المباشر يؤدي إلى تأثير مثبط على عصبونات الجزء الشبكي وتأثير محفز عن طريق المسار غير المباشر.

#### التوصيلات الصادرة
عدد لا بأس به من البروزات يصل للمهاد (ألانوية البطنانية الوحشية والبطنانية الأمامية)، الأكيمة العلوية والأنوية الذيلية الأخرى من الجزء الشبكي (المسار المهادي السوداوي) الذي يستخدم الغابا كناقل عصبي.

## الوظيفة
المادة السوداء لاعب مهم في وظيفة الدماغ - بالأخص - في حركة العين، التخطيط الحركي، التعلم والإدمان. العديد من تأثيرات المادة السوداء يتوسط فيها الجسم المخطط. يمكن رؤية الاعتماد المشترك بين المادة السوداء والمخطط بهذه الطريقة: عندما يتم تحفيز المادة السوداء كهربياَ، لاتحدث أي حركة ومع ذلك فإن انتكاسها نتيجة مرض باركنسون هو دليل واضح على تأثير المادة السوداء في حدوث الحركة.

### الجزء الشبكي
يعد الجزء المخطط مركزاً هاماً للمعالجة في العقد القاعدية.

### الجزء المكتنز
الوظيفة الأبرز للجزء المكتنز هي التحكم الحركي. على الرغم من أن دور المادة السوداء في الحركة غير مباشر، التحفيز الكهربي للمادة السوداء لا يؤدي لحدوث حركة نتيجة لتدخل الجسم المخطط في تأثير المادة السوداء على الحركة. يرسل الجزء المكتنز مدخل منشط للجسم المخطط عن طريق المسارD1 الذي يثير وينشط الجسم المخطط، مؤديا إلى افراز الجابا في الكرة الشاحبة لكي تزيل تأثيرها المثبط على نواة المهاد.

## الفسيولوجيا المرضية
للمادة السوداء دور بالغ الأهمية في تطور العديد من الأمراض بما في ذلك مرض باركنسون.

### مرض باركنسون

المادة السوداء مع فقدان الخلايا ووجود أجسام لوي.

مرض باركنسون هو مرض انتكاسي عصبي نتيجة موت العصبونات المفرزة للدوبامين في الجزء المكتنز للمادة السوداء. الأعراض الاساسية للمرض تشمل: رعاش، تعذر الحركة، بطء الحركة وتيبُس. الأعراض الأخرى تشمل: اضطرابات في الوضعية، هبوط، اضطرابات النوم والاكتئاب. سبب موت الخلايا المفرزة للدوبامين في الجزء المكتنز غير معروف. ومع ذلك، فقد تم تحديد بعض المساهمات في القابلية الفريدة للعصبونات المفرزة للدوبامين في الجزء المكتنز. أولاً: تظهر العصبونات المفرزة للدوبامين تشوهات في مجمع المتقدرات 1 مسبباً تجمع ألفا-ساينوسلين مما يؤدي إلى تشوهات في معالجة البروتين وموت الخلايا العصبية. ثانياً العصبونات المفرزة للدوبامين في الجزء المكتنز تحتوى على كالبيندين أقل من غيرها من العصبونات المفرزة للدوبامين في الأماكن الأخرى. الكالبيندين هو بروتين يشارك في نقل أيون الكالسيوم داخل الخلايا وويادة الكالسيوم داخل الخلية يكون ساماً. نظرية الكالبيندين قد تفسر السمية المرتفعة للباركنسون في المادة السوداء مقارنة بالمنطقة السقيفية البطنانية. بغض النظر عن سبب وفاة العصبونات، فإن التكيفية للجزء المكتنز تكون قوية للغاية.أعراض الباركنسون لا تظهر إلا بعد موت ما قد يصل إلى 50-80% من الخلايا المفرزة للدوبامين في الجزء المكتنز. مغظم هذه التكيفية تحدث على المستوى الكيميائي العصبي حيث تتباطأ أنظمة نقل الدوبامين مما يسمح إلى إغلاق الدوبامين لفترات أطول من الوقت في نقاط التشابك العصبي الكيميائية في الجسم المخطط.

## معرض صور

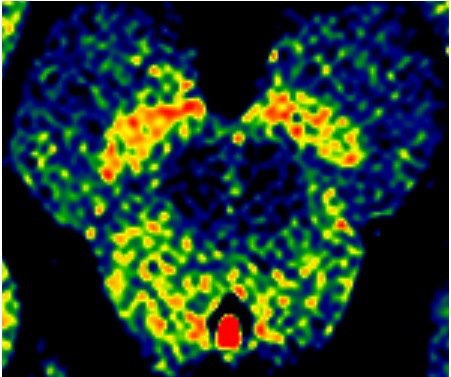
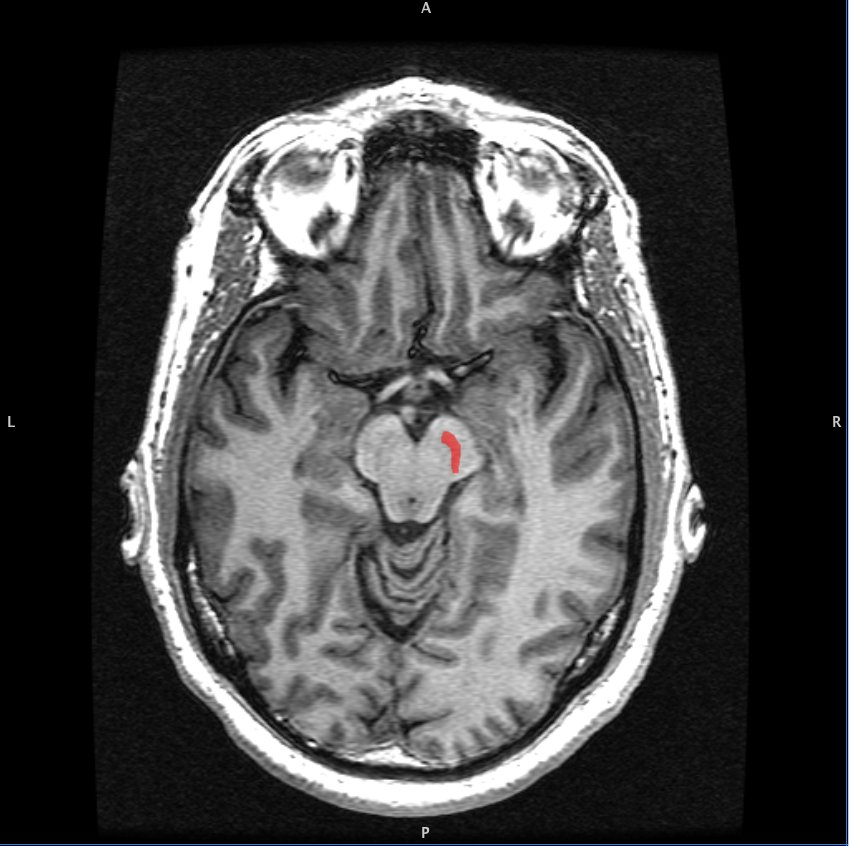
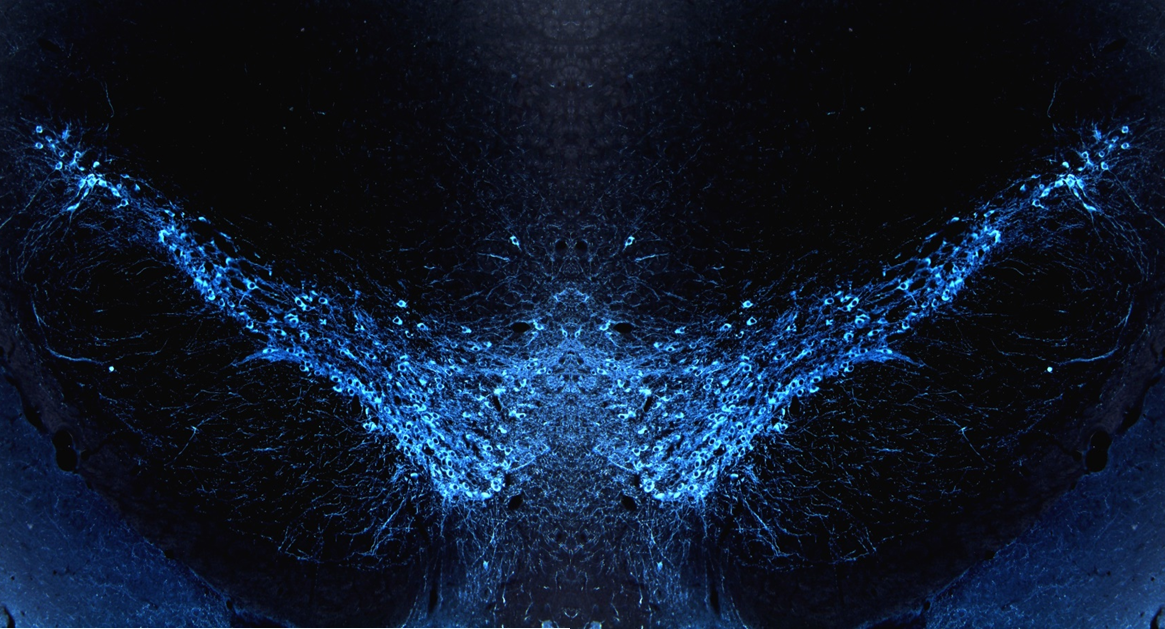
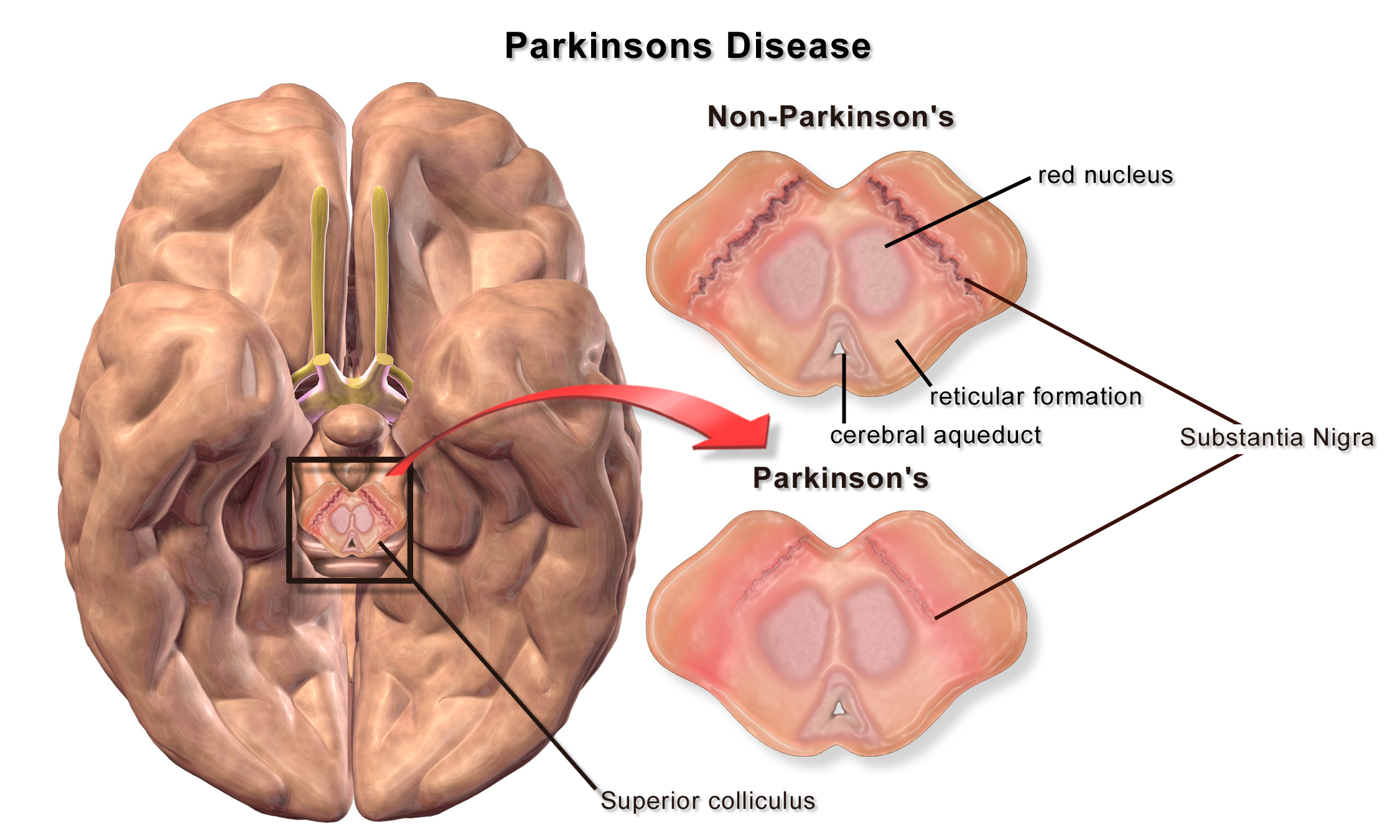